# Équipe cycliste Kamen
L'équipe cycliste Kamen (anciennement Meridiana Kamen) est une équipe cycliste croate participant aux circuits continentaux de cyclisme et en particulier l'UCI Europe Tour. Elle est en partie issue de la scission de l'équipe Meridiana-Kalev Chocolate à la fin de la saison 2009. Elle court avec une licence d'équipe continentale entre 2010 et 2022.

## Histoire de l'équipe
En 2012, l'équipe est suspendue par l'UCI du 4 juillet à la mi-août.

## Principales victoires

### Courses par étapes
- Tour de Slovaquie : Enrico Rossi (2012)
- Tour du Gévaudan Languedoc-Roussillon : Davide Rebellin (2012)
- Semaine cycliste lombarde : Patrik Sinkewitz (2013)

### Championnats nationaux
- Championnats de Croatie sur route : 2
  - Course en ligne : 2015 (Emanuel Kišerlovski)
  - Contre-la-montre espoirs : 2015 (Bruno Maltar)

## Classements UCI
L'équipe participe aux épreuves des circuits continentaux et en particulier de l'UCI Europe Tour. Les tableaux ci-dessous présentent les classements de l'équipe sur les différents circuits, ainsi que son meilleur coureur au classement individuel.
UCI Asia Tour
| UCI Asia Tour | UCI Asia Tour          | UCI Asia Tour                             | UCI Asia Tour |
| Année         | Classement par équipes | Meilleur coureur au classement individuel |               |
| ------------- | ---------------------- | ----------------------------------------- | ------------- |
| 2015          | 80e                    | Emanuel Kišerlovski (273e)                |               |
| 2016          | 70e                    | Antonio Santoro (372e)                    |               |
| 2017          | 60e                    | Davide Mucelli (133e)                     |               |
|               |                        |                                           |               |
| Source : UCI  |                        |                                           |               |

UCI Europe Tour
| UCI Europe Tour | UCI Europe Tour        | UCI Europe Tour                           | UCI Europe Tour |
| Année           | Classement par équipes | Meilleur coureur au classement individuel |                 |
| --------------- | ---------------------- | ----------------------------------------- | --------------- |
| 2010            | 66e                    | Miguel Ángel Rubiano (97e)                |                 |
| 2011            | 104e                   | Riccardo Riccò (790e)                     |                 |
| 2012            | 28e                    | Davide Rebellin (27e)                     |                 |
| 2013            | 33e                    | Patrik Sinkewitz (11e)                    |                 |
| 2014            | 61e                    | Patrik Sinkewitz (240e)                   |                 |
| 2015            | 96e                    | Emanuel Kišerlovski (296e)                |                 |
| 2016            | 78e                    | Antonio Santoro (583e)                    |                 |
| 2017            | 88e                    | Davide Mucelli (465e)                     |                 |
| 2018            | 74e                    | Lorenzo Marenzi (545e)                    |                 |
| 2019            | 104e                   | Laurent Évrard (817e)                     |                 |
| 2020            | 59e                    | Antonio Barać (478e)                      |                 |
| 2021            | 71e                    | Vedad Karić (465e)                        |                 |
| 2022            | 87e                    | Antonio Barać (624e)                      |                 |
|                 |                        |                                           |                 |
| Source : UCI    |                        |                                           |                 |

L'équipe est également classée au Classement mondial UCI qui prend en compte toutes les épreuves UCI et concerne toutes les équipes UCI.
| Classement mondial | Classement mondial     | Classement mondial                        | Classement mondial |
| Année              | Classement par équipes | Meilleur coureur au classement individuel |                    |
| ------------------ | ---------------------- | ----------------------------------------- | ------------------ |
| 2016               | -                      | Antonio Santoro (815e)                    |                    |
| 2017               | -                      | Davide Mucelli (512e)                     |                    |
| 2018               | -                      | Lorenzo Marenzi (898e)                    |                    |
| 2019               | 194e                   | Laurent Évrard (1158e)                    |                    |
| 2020               | 94e                    | Antonio Barać (588e)                      |                    |
| 2021               | 110e                   | Vedad Karić (578e)                        |                    |
| 2022               | 146e                   | Antonio Barać (838e)                      |                    |
| 2023               | -                      | Husein Selimović (877e)                   |                    |
| 2024               | -                      | Vedad Karić (778e)                        |                    |
|                    |                        |                                           |                    |
| Source : UCI       |                        |                                           |                    |

## Meridiana Kamen Team en 2022
| Cycliste            | Date de naissance | Nationalité        | Équipe 2021                           |  |
| ------------------- | ----------------- | ------------------ | ------------------------------------- |  |
| Antonio Barać       | 19 janvier 1997   | Croatie            | Meridiana Kamen Team                  |  |
| Matija Bedić        | 13 novembre 1995  | Croatie            | Meridiana Kamen Team                  |  |
| Matteo Bertrand     | 16 février 1994   | Italie             |                                       |  |
| Gregor Matija Černe | 20 mai 1998       | Slovénie           |                                       |  |
| Jovan Divnić        | 25 avril 2002     | Serbie             | Mg.K Vis VPM                          |  |
| Vedad Karić         | 6 mars 1988       | Bosnie-Herzégovine | Meridiana Kamen Team                  |  |
| Stevan Klisurić     | 8 juin 1989       | Serbie             | Java-Partizan Pro Cycling Team (2018) |  |
| Filip Kvasina       | 29 octobre 1998   | Croatie            | Meridiana Kamen Team                  |  |
| Lorenzo Marenzi     | 8 octobre 1998    | Croatie            | Meridiana Kamen Team                  |  |
| Matteo Rabottini    | 14 août 1987      | Italie             | Meridiana Kamen Team                  |  |
| Josip Rumac         | 26 octobre 1994   | Croatie            | Androni Giocattoli-Sidermec           |  |
| Marko Vujevic       | 26 février 1999   | Croatie            |                                       |  |